# Milton-under-Wychwood
Milton-under-Wychwood – wieś w Anglii, w hrabstwie Oxfordshire, w dystrykcie West Oxfordshire. Leży 25 km na północny zachód od Oksfordu i 108 km na zachód od Londynu. W 2001 miejscowość liczyła 1558 mieszkańców.
Nazwa wsi wskazuje, że znajdowała się ona niegdyś w obrębie lasu Wychwood.